# Katarina Barley
Katarina Barley (Köln, 1968. november 19. –) német szociáldemokrata politikus, az Európai Parlament alelnöke.

## Életpályája
2013-ban a Bundestag tagja lett.
2015 és 2017 között Barley az SPD főtitkára volt.
A 2019-es európai parlamenti választáson a párt EP-listájának első helyén indult és szerzett mandátumot.